# Інтермедіальність
Інтермедіальність — встановлення внутрішньотекстових зв'язків через словесну взаємодію різних видів мистецтв, що сприяє створенню нових форм мистецтва та збагаченню сприйняття творів задля ефекту поліхудожности.

## Походження
Місцем появи процесу порівняння різних видів мистецтва стала європейська цивілізація ще в античні часи. Утім передумови для поширення й використання терміна з'явились аж наприкінці XX століття. До цього ж часу в науці фігурувало поняття «взаємодія мистецтв».
Утім у період 1990-х рр. традиційне поняття змінилось на інше — ''інтермедіальність''. Термін має корені з латинської мови. В українській мові має також такий варіант як «інтермедійність» — що більш відповідає нормам нового правопису.

## Моделі інтермедіальности
Згідно з ученнями Є. Шрьотера виділяють такі чотири моделі інтермедіальности:
- синтетична інтермедіальність — передбачає ідею інтеграції різних медіа в синтез мистецтв із політичною конотацією;
- трансмедійна інтермедіальність — передбачає концепцію щодо того, що формальні структури не обмежені, а можуть фігурувати в різних видах мистецтва;
- трансформаційна інтермедіальність — репрезентує трансформацію однієї знакової системи в іншу;
- онтологічна інтермедіальність — окреслює спільні риси у різних видах мистецтва.

## Типи дотичности письменства з іншими видами мистецтва
Відповідно до вчень Ульріха Вайсштайна відомі такі види дотичности письменства з іншими видами мистецтва:
- певна інтерпретація історії, замість ілюстрації художньої оповіді у витворах мистецтва;
- літературні твори, де наявний опис мистецьких витворів;
- тексти, що є мистецьким витвором (фігурні вірші тощо);
- тексти, що походять від наслідування живопису/музики/інших видів мистецтва (до прикладу використання форми сонати);
- літературні твори, які використовують такі мистецькі техніки, як монтаж, колаж та ін.;
- літературні тексти, що стосуються певної сфери мистецтва або митців, відтак потребують спеціалізованих знань;
- синоптичні жанри (символи);
- літературні твори, що мають спільну тематику з творами, що репрезентують інші види мистецтва.

## Вивчення в літературі
Екфраза — спосіб дослідження інтермедіальности в письменстві через аналіз тексту в спектрі різних видів мистецтв.

### Приклад екфрази

#### Екфраза в поезії Н. Лівицької-Холодної
Література споконвіку є всеохоплюючим видом мистецтва, що, мов магніт, намагався втілити в собі й інші, щоб справити бажаний вплив на емоційний стан читача. Таким чином явище екфрази фігурує у безлічі текстів різних епох. Особливо це стосується періоду кривавого ХХ століття. А, як помічаємо, страшні події мають особливий вплив на народження нового мистецтва, що створює такий собі дисонанс.
Прикладом цього є поезії Наталії Лівицької-Холодної, яка належала до групи відомої Празької школи — людей, об'єднаних дотичними обставинами, що окрім літераторства, на території перебування мали контакт з представниками інших видів мистецтва. Це ж своєю чергою вплинуло й на творчість.
Поетеса висвітлила в тексті насолоду відчуття вловленого в музиці спокою, що своєю меланхолією надихає нові роздуми, ідеї, прагнення. Вловлюючи весь символізм, розуміємо, що музичність поезії наповнена різноманіттями й антитезами.
«Такий спокій спливає на мене в мій щоденний вир, коли чую етюди Шопена,…», — власне музичні етюди Шопена є цим самим символом революційности й прагнень не здаватись і просуватись уперед. І власне цей натхненний настрій мелодій надає такої собі сили поезії. Варто зазначити, що значимою є згадка Шопена як композитора родом з Польщі, зважаючи на тогочасне становище Польщі. Цей факт додає своєрідного настрою й особливо посилює музичність поезії.
«…чи Баха Wohltemperietre Klavier», — згадана композиція є неабияким символом насиченого ходу життя, сповненого низки викликів, що час від часу минають, переходять у певну помірність — і все ж з'являються знову й знову.
Кольороназв у поезії немає, однак привертають увагу рядки: «…і жадобою ваблять соти ці, що в них меди нових процвітань». Адже медовий колір і є символом такого собі спокою, який авторка бачить у нових кроках і нових прагненнях, а також питаннях, що потребують часу й зусиль для отримання відповідей.
Отож, Наталя Лівицька-Холодна через перетин із мистецтвом з використанням зазначених символів воліла висвітлити тему того, що життя не може бути монотонним, а сповнене різних контрастів, які необхідно пройти в обладунку з ідей і бажання нового. Цим же авторка проявила факт, що бачить спокій через жагу рухатись далі й окрему революційність